# Vliegveld Waalhaven
Het vliegveld Waalhaven was een Rotterdams vliegveld, dat heeft bestaan van 1920 tot in de Tweede Wereldoorlog.

## Geschiedenis
Waalhaven werd op 26 juli 1920 geopend. Het was aangelegd in de deelgemeente Charlois, op de eerste grond die vrijkwam bij het graven van de Waalhaven en die werd geborgen in het zuidelijke deel van de verder tot haven te vergraven en ontwikkelen polders Robbenoord en Plompert.
In het begin bestond het vliegveld uit een opgespoten terrein zonder verharde banen. In deze beginperiode werden lijndiensten onderhouden door omgebouwde militaire vliegtuigen. Het eerste Nederlandse luchtvrachtvervoer vond ook vanaf dit vliegveld plaats, in juni 1924. In de jaren dertig was het vliegveld een belangrijk knooppunt voor het verkeer van en naar Londen en Parijs. Het vliegveld trok ook veel dagjesmensen, die vanaf 1931 door Spido werden vervoerd.
Op Waalhaven was de Nationale Vliegtuig Industrie gevestigd, en later de Vliegtuigenfabriek Koolhoven. Tot hun verhuizing in 1936 naar vliegveld Ypenburg was het ook de basis van de Rotterdamsche Aero Club en de door deze club gestichte Nationale Luchtvaartschool.
Vanaf 10 november 1939 was Waalhaven de thuisbasis van de 3e jachtvliegafdeeling (JaVA) van het Wapen der Militaire Luchtvaart, die met Fokker G.I's vloog.
Op 10 mei 1940 werd het vliegveld grotendeels uitgeschakeld. Een Luftwaffe bombardement in de vroegste uren van de Duitse inval vernietigde het grootste deel van de gebouwen. Het werd gevolgd door een Duitse parachutisten- en luchtlanding die de Nederlandse verdediging spoedig oprolde. Nadien maakten Nederlandse en Britse bombardementen het vliegveld nagenoeg onbruikbaar voor de Duitsers, hoewel het nog tot en met 12 mei sporadisch kon worden gebruikt voor landingen. Het vliegveld is na de oorlog niet opnieuw opgebouwd en het gebied werd spoedig na de oorlog tot het bedrijventerrein Waalhaven-Zuid ontwikkeld.
Rotterdam kreeg in 1956 een nieuwe luchthaven in de polder Zestienhoven aan de noordzijde van de stad, onder de naam Vliegveld Zestienhoven, later Rotterdam The Hague Airport.

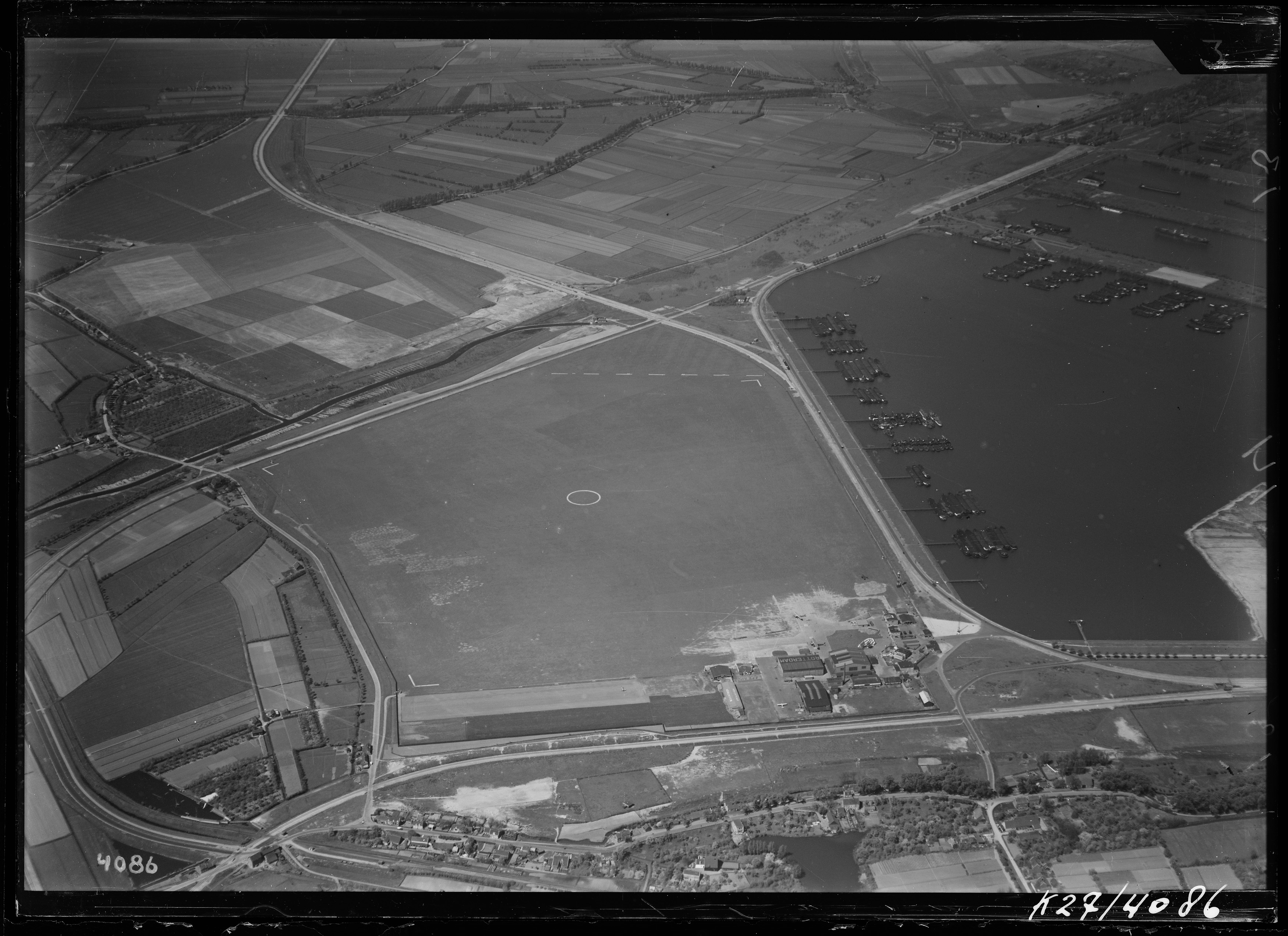
Een luchtfoto van vliegveld Waalhaven
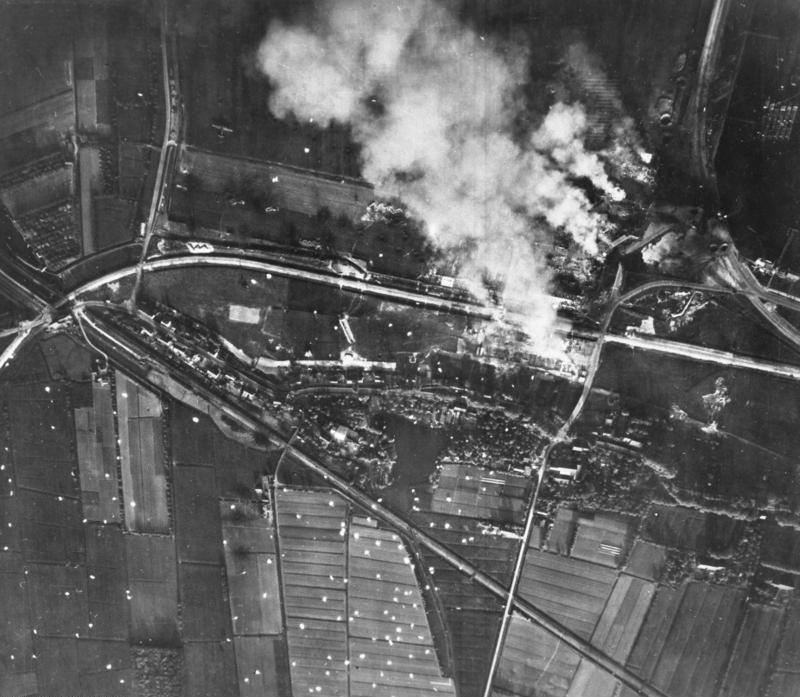
Vliegveld Waalhaven na de aanval
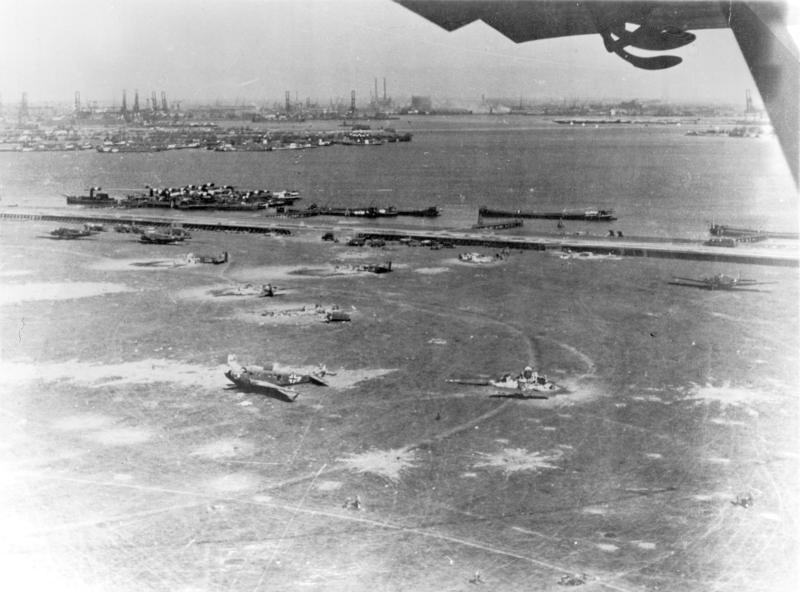
Vernielde Ju 52 op het vliegveld